# Iana (jaciment prehistòric)
El jaciment prehistòric de Iana és un jaciment arqueològic del Paleolític superior situat a prop del curs baix del riu Iana, al nord-est de Sibèria, Rússia, al nord del Cercle polar àrtic . El van descobrir el 2001, gràcies al desgel i l'erosió que mostraren ossos d'animals i objectes. El jaciment presenta una capa arqueològica ben preservada pel fred, i inclou milers d'ossos d'animals i artefactes de pedra, os o vori, que testimonien una ocupació de llarga durada i un nivell d'evolució tècnic relativament alt. Datat aproximadament del 32000 abans de la nostra era, el jaciment proporciona l'evidència arqueològica més antiga de presència humana en aquesta àrea, així com al nord del Cercle polar àrtic. Els humans van sobreviure en condicions extremes i van caçar una àmplia gamma d'animals abans del començament de l'últim màxim glacial. El jaciment de Iana també proporcionà proves clares de la caça de mamuts.
Un estudi genètic del 2019 mostrà que les dents fòssils de dos hòmens joves descobertes al jaciment representen un llinatge genètic diferent, anomenat "antics nord-siberians", proper als antics caçadors-recol·lectors de l'Euràsia occidental.

## Història
El 1993, el geòleg rus Mikhail Dashtzeren trobà una punta de llança feta amb la banya d'un rinoceront llanut al riu Iana. El descobriment es va fer després del desgel i l'erosió, que van deixar al descobert objectes i ossos d'animals a prop del jaciment. Després d'això, el jaciment, del Paleolític superior, ara conegut com a Iana, el va descobrir l'any 2001 l'arqueòleg Vladimir Pitulko i el seu equip. Les excavacions en van començar el 2002.

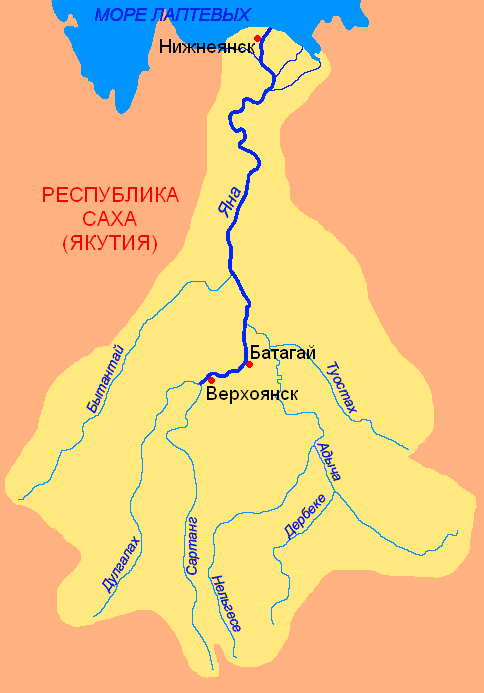
El riu Iana

## Situació
El jaciment de Iana es troba en una terrassa fluvial a prop de la riba esquerra de Iana, al nord del Cercle polar àrtic, a uns 100 quilòmetres al sud de l'actual desembocadura del riu, a la República de Sakhà (Iakútia). És a l'extrem oest de la plana costanera, entre el riu Iana a l'oest i el riu Kolimà a l'est.

## Descripció
El jaciment són un grup de llocs si fa no fa contemporanis, separats per unes poques desenes o centenars de metres, sobre una superfície de més de 3.500 m2.  La capa arqueològica està ben conservada en tres d'aquests llocs (Punt Nord, Iana B i Tums1). Tres altres (Punt Aigües amunt, ASN i Punt Sud) només han proporcionat restes superficials. En un altre lloc, ara conegut com a "Iana Acumulació massiva d'ossos de mamut", més de mil ossos hi trobaren el 2008 caçadors de vori.
Iana 
| Lloc               | Dates d'excavació |
| ------------------ | ----------------- |
| ASN                | 2001—2002         |
| TUMS-1             | 2002              |
| Punta Nord         | 2002—2009         |
| Yana-B             | 2003, 2004, 2008  |
| Punta Sud          | 2002—2004, 2008   |
| Punta aigües amunt | 2004—2006         |
| Iana Acumulació    | 2008—2014         |

## Datació
El jaciment ha estat datat per carboni si fa no fa del 32000 ae, és a dir, abans de l'inici de l'etapa isotòpica 2 que inclou l'Últim màxim glacial, i més del doble de l'edat del primer assentament humà conegut a l'Àrtic fins aleshores. En l'època de l'Últim màxim glacial, fa uns 21.000 anys, tots els rastres humans havien desaparegut del jaciment de Iana.

## Restes de fauna

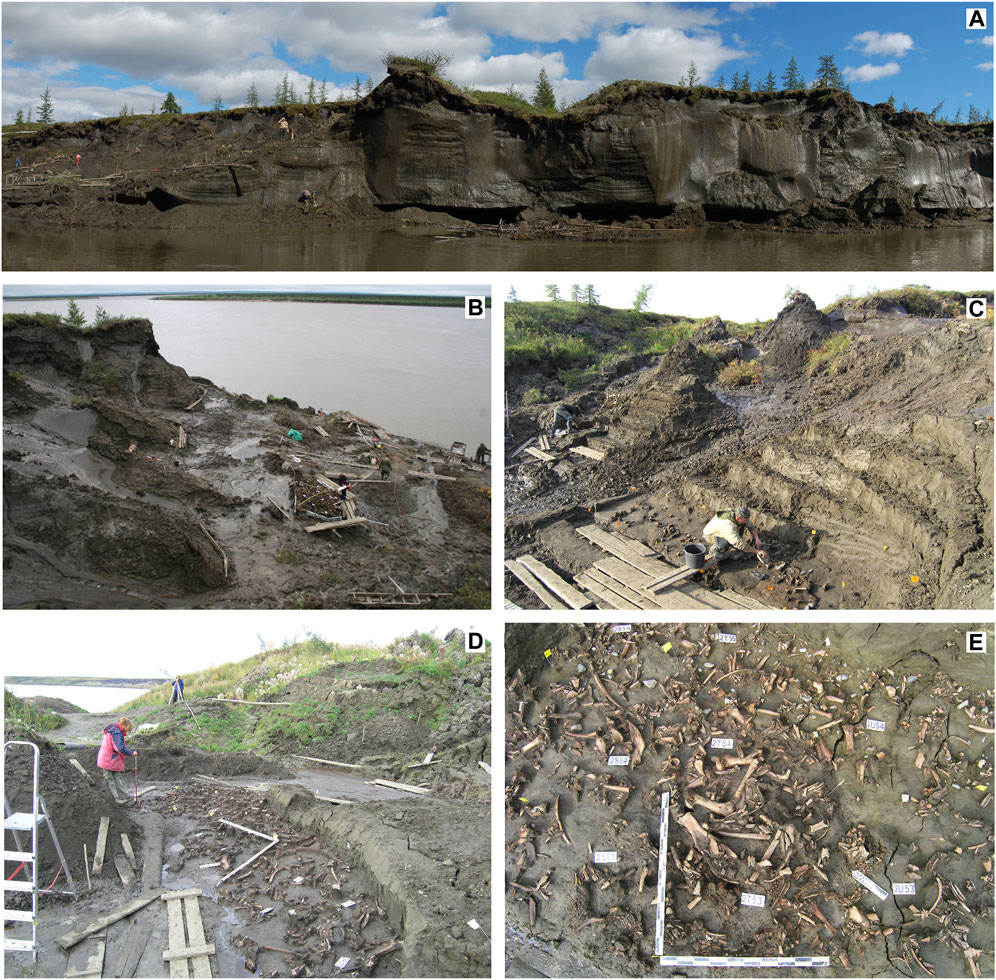
Excavació del sector de la Punta Nord del jaciment de Iana

De la capa arqueològica exposada, es van extraure milers d'ossos d'animals, d'una àmplia varietat d'espècies, moltes de les quals actualment són extintes. N'hi havia: el rinoceront llanut (Coelodonta antiquitatis), el mamut llanut (Mammuthus primigenius), la llebre del Pleistocé (Lepus tanaiticus), el bisó estepari (Bison priscus), el cavall (Equus ferus caballus), el bou mesquer (Ovibos moschatus), el llop (Canis lupus), la guineu àrtica (Vulpes lagopus) l'os bru (Ursus arctos), el lleó de les cavernes euroasiàtic (Panthera spelaea), el golut (Gulo gulo), la perdiu blanca (Lagopus mutus hyperboreus) i el ren (Rangifer tarandus); aquest últim era probablement el més explotat en aquell moment.   Hi ha proves directes de la caça de bisons d'estepa, rens i ossos bruns al jaciment. Les restes de fauna suggereixen que els ocupants d'aquest jaciment tenien una dieta diversa.
Alguns animals probablement eren caçats per obtenir-ne la pell. Per exemple, els esquelets de llebre estan articulats i probablement eren atrapats per les pells, que són lleugeres i càlides, més que no pas per la carn. 
Fins al 2008, s'havia trobat un nombre sorprenentment petit d'ossos de mamut al jaciment, en comparança amb l'enorme nombre d'altres ossos de mamífers, cosa que suggeria que els mamuts tenien un paper limitat en l'estratègia de subsistència dels humans en el jaciment, i que no havien estat caçats sinó rescatats per a obtenir vori i ossos, que després s'usaven per a fabricar eines i materials de construcció.   Aquesta interpretació es va revisar quan els caçadors d'ivori van descobrir un altre lloc a prop, ara conegut com a "Iana Acumulació de massa òssia de mamut", que conté més de mil ossos d'almenys 26 individus, i agrupats per tipus. Ací més del 95% de les restes faunístiques són mamuts, en comparació amb aproximadament el 50% a Iana-B i només el 3,3% del Punt Nord. Alguns estudis indiquen que hi ha proves convincents de caça esporàdica de mamuts, potser cada pocs anys, cosa que pot ser l'evidència inequívoca més antiga de la caça de mamuts per part d'humans.  S'ha suggerit que els ocupants de Iana caçaven selectivament mamuts femelles adolescents i adultes joves amb ullals d'una mida i forma particulars, cosa que facilitava la fabricació de millors armes de caça.
El 2024, es va descobrir un mamut femella gairebé perfectament conservat a prop del riu Iana. Devia tenir un any, i la seua mort es remunta a fa 50.000 anys. Amb un pes d'uns cent quilos, 1,2 m d'alçada i 2 m de llarg, l'animal fou enterrat al cràter de Batagaika.

## Restes arqueològiques
La indústria lítica de Iana es basa en ascles, amb una tècnica senzilla de tall. Les fulles són rares i les microfulles absents. Les eines grans són sobretot unifacials o bifaços incomplets. Entre els milers d'eines de pedra del jaciment, no s'hi trobaren armes de caça de pedra. Les armes de caça semblen fetes d'os i vori. Es van trobar, però, altres eines de pedra al jaciment, com ara eines de tall, rascadors, eines de cisell i un martell de pedra.
La matèria orgànica s'hi ha conservat bé gràcies al permagel. Entre el 2002 i el 2016 s'hi trobaren uns 2.500 objectes al jaciment: una punta de banya de rinoceront i dues puntes d'ivori de mamut, que poden haver estat redreçades amb eines de pedra, combinades amb calefacció o fumigació.  Alguns autors han comparat les puntes de Iana amb els de la Cultura Clovis; sembla que són els exemples més antics de puntes òssies de doble bisell i l'únic exemple trobat fins ara fora d'Amèrica. També es van trobar al jaciment molts estris d'ivori, puntes d'os i ivori, agulles d'os, un punxó d'os de llop, ornaments personals i accessoris, i armes de caça.
Alguns materials no presents localment, com ara l'ambre, es van usar per a fer ornaments com penjolls, i això indica una alta mobilitat o extenses xarxes d'intercanvi.
Al jaciment aparegueren més de 1.500 perles, algunes pintades amb ocre roig: n'hi havia perles arredonides fetes d'ivori de mamut i perles tubulars fetes d'os de llebre. S'hi han trobat penjolls fets de dents de ren i incisius d'herbívors, i a vegades ullals de carnívors, o més rarament de materials com l'ambre, així com un exemplar fet d'antraxolita amb forma de cap de cavall o mamut. També s'hi trobaren adorns per als cabells d'ivori. Els objectes tridimensionals són menys comuns, però inclouen 19 figurines, probablement destinades a representar mamuts, tres recipients d'ivori decorats i dos ullals de mamut gravats amb dibuixos potser de caçadors o ballarins.

## Anàlisi
La quantitat i densitat de les troballes indiquen una ocupació humana sostinguda del jaciment i mostren un alt nivell d'evolució cultural i tècnica, que només es pot atribuir a l'homo sapiens.
Els arqueòlegs han observat semblances entre el conjunt Iana i la Cultura Clovis posterior d'Amèrica del Nord, en particular les seues indústries lítiques i puntes de llança distintives. 

## Genètica
Al jaciment, a la zona de la Punta Nord, es van trobar dents humanes, datades de fa 31.630 anys. En un estudi genètic publicat el 2019, es va trobar que l'ADN extret de dues d'aquestes dents, de dos mascles no relacionats, representava un llinatge genètic diferent dels llinatges coneguts anteriorment, i que es pot descriure com una antiga barreja de l'Euràsia occidental amb una contribució d'un 22% d'antics asiàtics de l'est. Els investigadors han anomenat aquest llinatge antics siberians del Nord i creuen que es va formar fa uns 38.000 anys.
L'estudi argumenta que el xiquet de Mal'ta-Buret' es pot descriure com a descendent del llinatge dels antics siberians del Nord, amb una contribució menor d'un altre llinatge ancestralment relacionat amb els caçadors-recol·lectors caucàsics. L'estudi també revela que el paleosiberià inferior de Kolymà (Kolymà-1) es pot descriure com una barreja d'ascendència de l'Àsia oriental i antics siberians del Nord, similar a la que es troba en els nadius americans, però amb una contribució més gran (75%) d'ascendència de l'Àsia oriental. Ambdós individus del jaciment de Iana pertanyien a l'haplogrup mitocondrial U i a l'haplogrup P1 del cromosoma Y. Aquest és el material genètic humà més antic trobat fins ara al nord de Sibèria.